# Cono Sud

Immagini satellitari del Cono Sud che illustrano la situazione climatica-meteorologica mese per mese

Il Cono sud o Cono meridionale o America del Cono Sud è una regione geografica comprendente quei paesi sudamericani che sono al di sotto del Tropico del Capricorno.
La regione include per intero: l'Argentina, il Cile e l'Uruguay,
Nel suo senso ampio, il termine "Cono Sud" a volte include il Paraguay e il sud del Brasile (in particolare gli Stati del Rio Grande do Sul, Santa Catarina, Paraná e San Paolo) come parte del Cono Sud, ma nel suo senso stretto, il Paraguay e il Brasile non sono considerati parte del "Cono Sud" principalmente a causa di differenze storiche, culturali e sociali. Il Cono Sur si riferisce principalmente a Argentina, Cile e Uruguay, che condividono una storia coloniale simile, con forti influenze europee . Al contrario, il Paraguay e il Brasile hanno una composizione etnica e culturale più diversificata, con una forte presenza meticcia e indigena e afro-brasiliana. Inoltre, a livello di sviluppo, qualità della vita e indicatori sociali, Argentina, Cile e Uruguay mostrano generalmente risultati superiori in termini di benessere e stabilità economica rispetto al Paraguay e al Brasile . Queste differenze rendono le due regioni separate, nonostante la loro vicinanza geografica. 
La zona è bagnata dall'Oceano Pacifico a ovest e dall'Oceano Atlantico a est. Lo stretto di Magellano separa la Patagonia, parte finale del Cono Sud, dall'arcipelago della Terra del Fuoco. Ancora più a sud, lo stretto di Drake o Mare di Hoces separa di soltanto 960 km la punta meridionale del continente dall'Antartide.

## Geografia

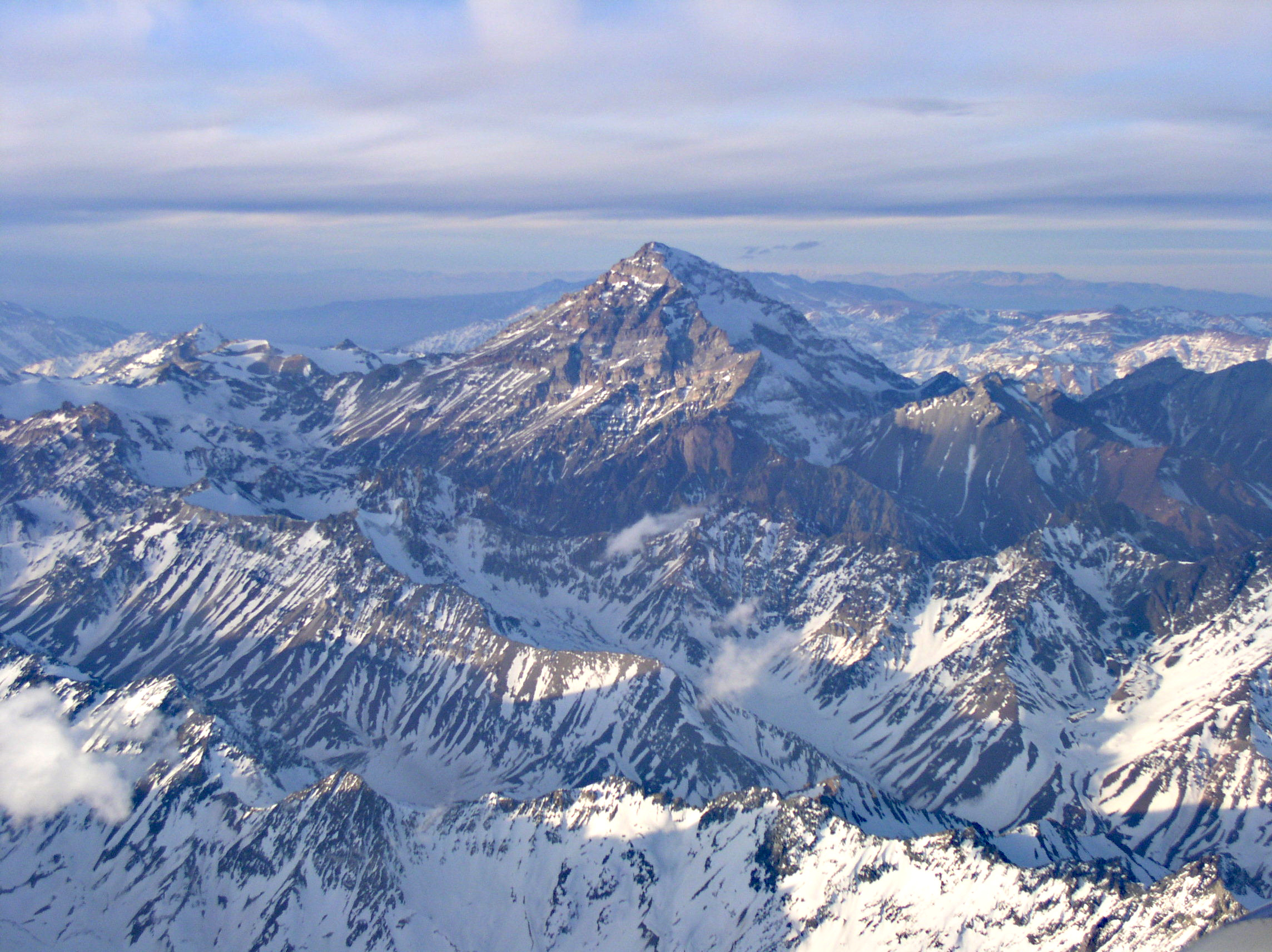
La vetta dell'Aconcagua in Argentina, circa 7000 m s.l.m. È la cima più elevata del pianeta Terra fuori della cordigliera dell'Himalaya

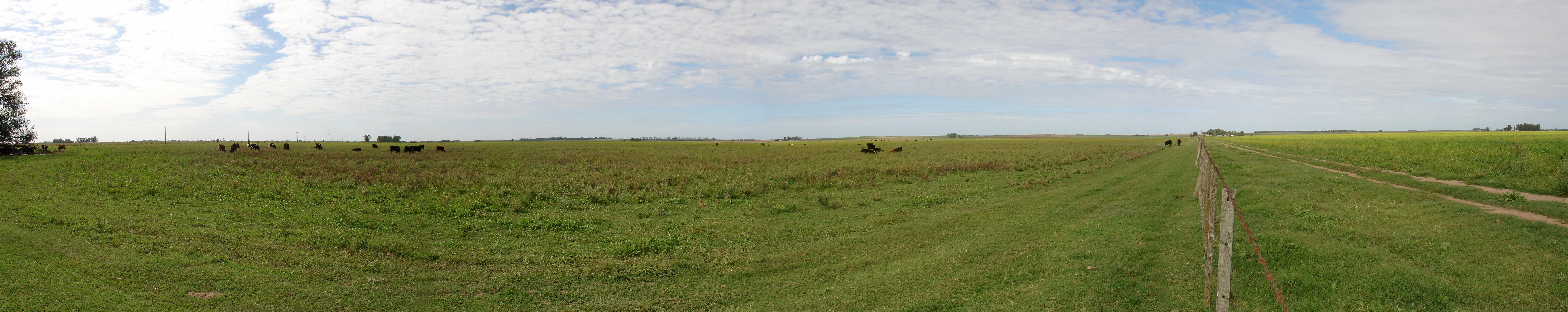
Le estese praterie delle Pampas/Pampe nel centro dell'Argentina

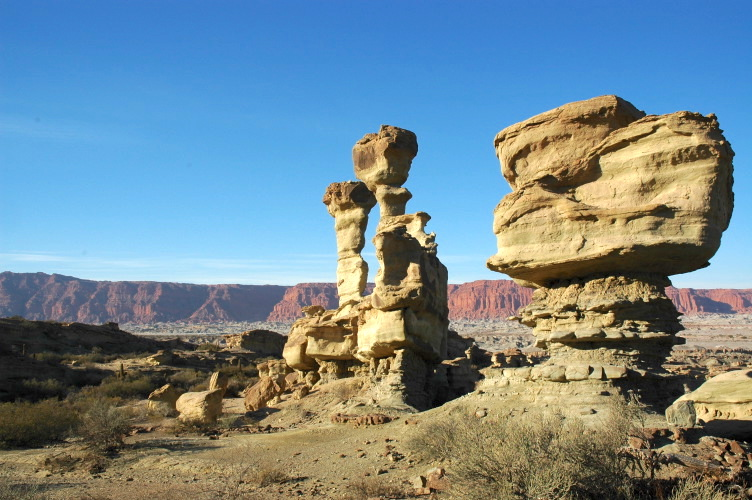
Geoforme in Ischigualasto, Argentina, parte del Cono del Sud è coperto per la Diagonale Arida

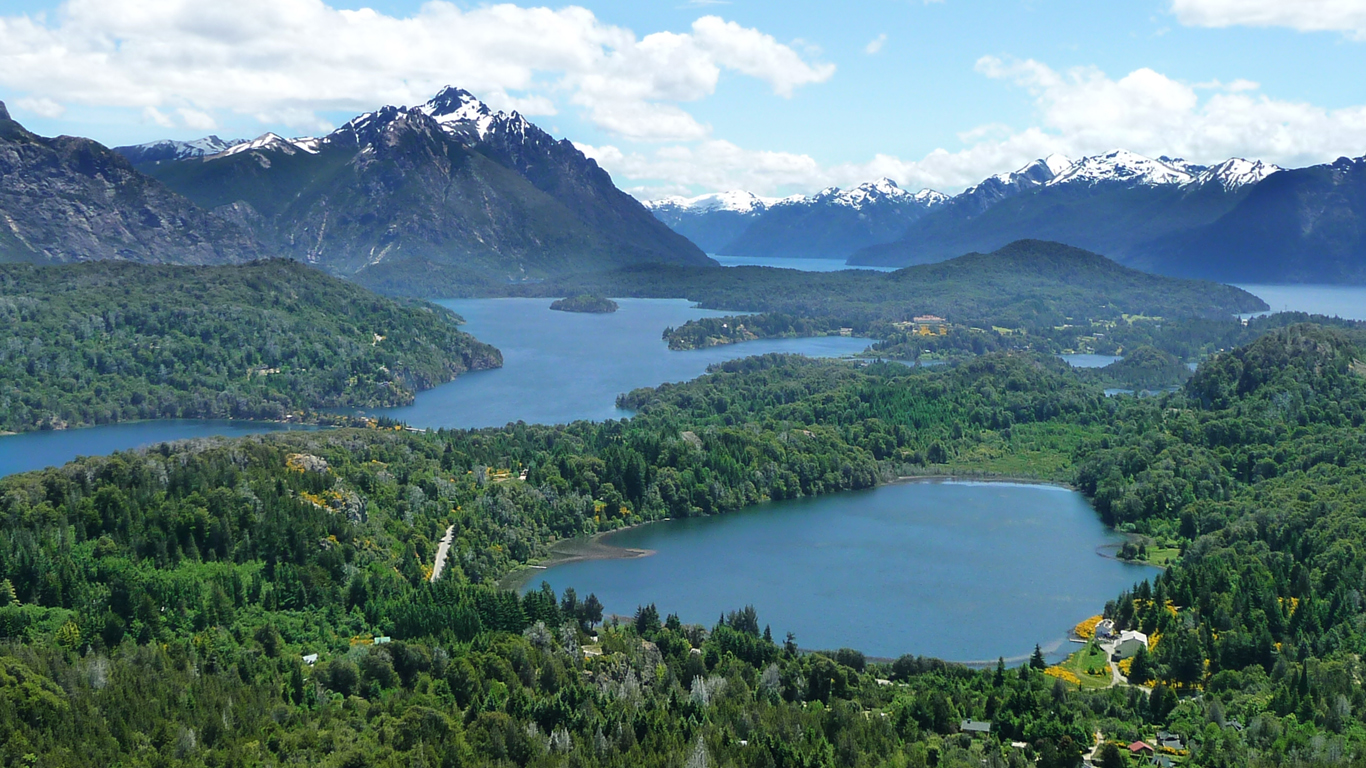
La regione dei boschi delle conifere ed i laghi di origine glaciale nella regione di Bariloche

### Gli ambienti naturali
Il territorio del Cono Sud è suddivisibile in due grandi aree morfologicamente assai diverse: quella occidentale, costituita da montagne e quella orientale, caratterizzata da vaste pianure.
Le montagne sono quelle della cordigliera andina, nelle sue porzioni centrale e australe. Sono presenti numerosi vulcani attivi e la zona è soggetta a frequenti terremoti.
Nella parte settentrionale del cono, tra i rilievi andini e la costa si estende un altopiano aridissimo: il deserto di Atacama. La porzione di cordigliera andina che fa parte del Cono si suddivide in due catene, separate longitudinalmente da una valle larga da 10 a 40 km: la Cordigliera della Costa a ovest e la catena principale più ad est. La prima è costituita da rilievi geologicamente più antichi che non raggiungono i 2000 m, mentre nella seconda, più impervia, spiccano alcune tra le massime cime delle Ande: l'Aconcagua (6.962 metri), il vulcano Tupungato (6.635 metri) e il monte Mercedario (6.770 metri). In Patagonia l'altitudine media diminuisce di molto, anche a causa dell'erosione glaciale, arrivando al massimo ai 4.058 m del Monte San Valentín e compaiono estesi ghiacciai, propaggini dell'inlandsis, alcuni lunghi più di 200 chilometri (come lo Hielos Continentales), che in alcuni casi scendono fino in mare.

### Le pianure
Il territorio orientale della regione è occupato da vaste pianure. A nord il Gran Chaco, un vastissimo bassopiano, dove le foreste si alternano alle savane e i corsi d'acqua si perdono nel sottosuolo. Il Chaco australe e quello centrale appartengono all'Argentina, quello boreale al Paraguay.
A sud al Gran Chaco seguono le sterminate praterie chiamate pampas, ricche di pascoli. A est, tra i fiumi Paranà e Uruguay è compresa la Mesopotamia argentina, bassa e paludosa. Più a sud si estendono le mesetas della Patagonia, steppe fredde, piuttosto aride e poco popolate.

### Le coste
La costa occidentale, che dà sull'oceano Pacifico, ha un andamento lineare nel suo tratto settentrionale, mentre nel tratto meridionale diventa frastagliata e ricca di fiordi e isole. La costa orientale, atlantica, ha un andamento uniforme e solo a tratti presenta ampi golfi o penisole pronunciate.

### I fiumi e i laghi
Le vaste pianure sono attraversate da una rete di grandi fiumi, che nascono nella fascia tropicale o dalle Ande. I più grandi, i principali della Cuenca del Plata, procedono di latitudini tropicali subequatoriali; il maggiore è il Paraná, lungo 4.700 km. Esso riceve numerosi affluenti, tra i quali il fiume Uruguay, con cui si riunisce formando un gigantesco estuario chiamato Río de la Plata (Fiume dell'argento), sulle cui sponde sorgono Buenos Aires e Montevideo. Tra gli altri affluenti vi sono il Paraguay e il Río Salado.
Quasi tutti i laghi della regione sono glaciali e distribuiti nella catena andina. Il maggiore è quello denominato lago Buenos Aires dagli argentini e lago Generale Carrera dai cileni. Situato in Patagonia, è tagliato in due dal confine tra Argentina e Cile.

## Clima

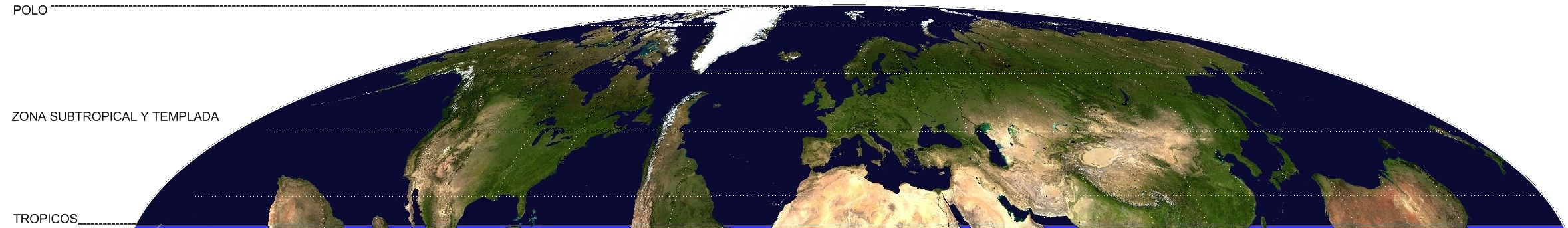
Planisfero di latitudini moderate nel quale può osservarsi l'ubicazione equivalente della maggior parte del Cono Sud come se stesse nell'emisfero nord, su latitudini corrispondenti all'estremo meridionale degli Stati Uniti fino all'estremo meridionale dell'Alaska

Il clima del Cono Sud data la sua estensione geografica varia sensibilmente a seconda della latitudine; la parte settentrionale è caratterizzata da un clima caldo subtropicale, la zona centrale ha climi temperati e mediterranei, nelle alte vette andine, freddo di altura; mentre l'area più meridionale corrispondente alla Terra del fuoco è invece caratterizzata da un clima freddo della tundra.

## Popolazione
Una consistente immigrazione dall'Europa, verificatasi a cavallo tra Otto e Novecento, ha incrementato la popolazione bianca della regione. Agli spagnoli e ai portoghesi si sono aggiunti gli italiani (soprattutto in Argentina e Brasile), ma anche: francesi, tedeschi, britannici e slavi. Oggi i bianchi costituiscono la maggior parte della popolazione in: Argentina, Uruguay, Cile e in Brasile del Sud (compreso lo Stato di San Paolo facente parte del Sud-Est), mentre in Paraguay il gruppo più numeroso è quello dei meticci.

## Cultura

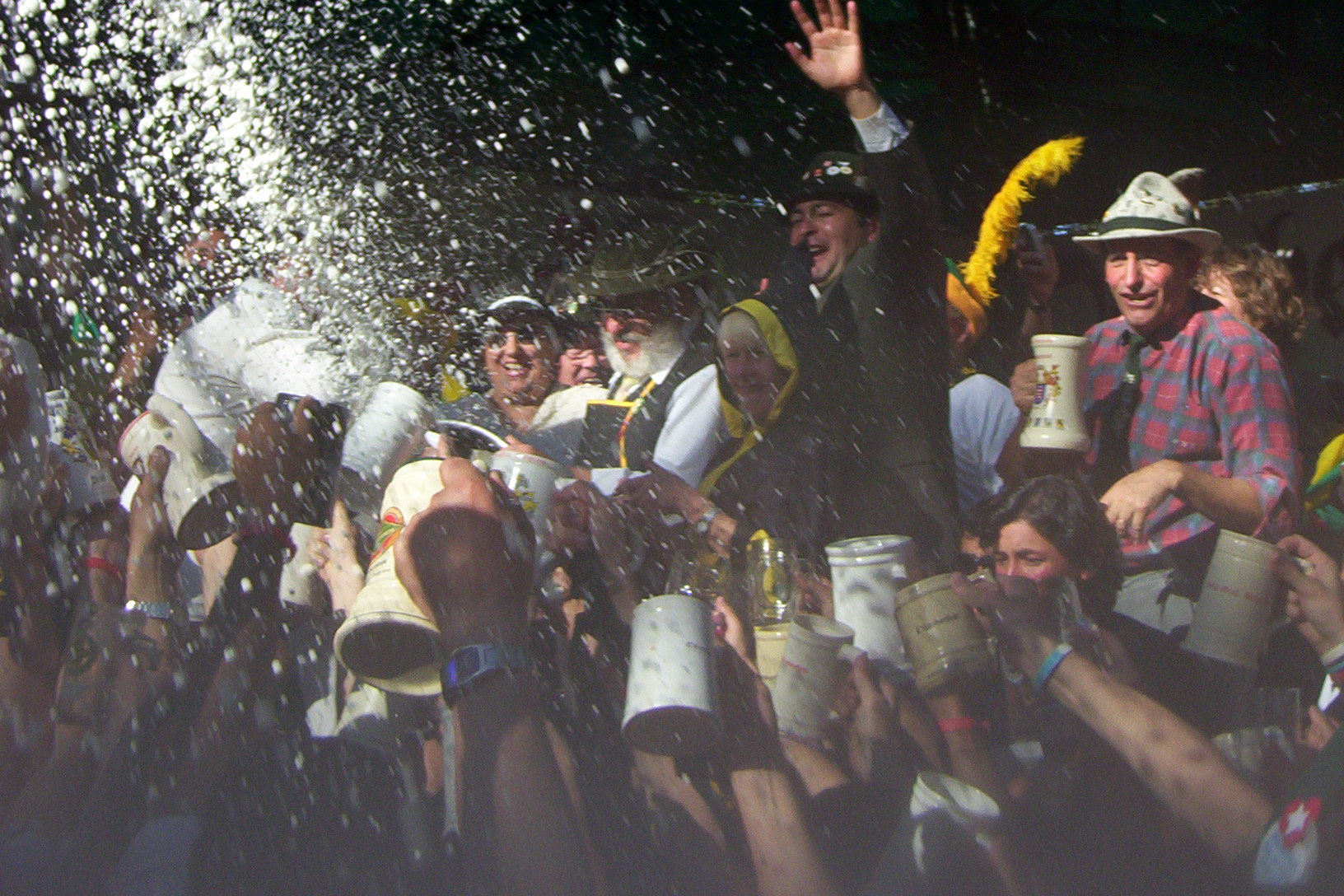
La comunità tedesca della provincia di Córdoba durante l'Oktoberfest

A parte il comune passato coloniale e la lingua alcuni dei tratti che legano culturalmente tutti i paesi del Cono Sud sono la passione per il calcio e la figura del gaucho (huaso in Cile) il cavaliere delle pampas mitizzato nel celebre poema di José Hernández "Martín Fierro". Dal punto di vista culinario piatti come l'asado e bevande come il mate sono tipici di tutti i territori del Cono Sud.
L'immigrazione europea ha avuto un impatto molto forte sulla regione influenzandone la cultura; sempre per quanto riguarda l'aspetto culinario sono diventati piatti tradizionali di quest'area anche: la pasta, la polenta, il panettone, la pizza, le milanese, il bratwurst, ecc. Molte festività europee come l'Oktoberfest sono ora appuntamenti fissi anche nel Cono Sud.

### Lingue
Le lingue più diffuse nel Cono Sud sono lo spagnolo, lingua ufficiale di: Argentina, Uruguay, Cile e Paraguay ed il portoghese, lingua ufficiale del Brasile. Altre lingue minoritarie sono il guaraní, idioma indigeno parlato in Paraguay, il dialetto rioplatense in Argentina e in Uruguay, l'italiano (parlato da parte della vasta comunità italiana della regione), il tedesco e l'inglese, lingua ufficiale delle Isole Malvine.

### Religione
La maggior parte degli abitanti è di religione cattolica, sono presenti inoltre delle minoranze di: protestanti, anglicani, ortodossi, ebrei, musulmani, buddisti e taoisti nonché atei ed agnostici.

## Economia
Al Cono Sud appartengono paesi come l'Argentina, che si stanno risollevando molto faticosamente da un lungo periodo di crisi e altri in rapido sviluppo come il Cile. Nel secondo dopoguerra tutti e quattro i paesi tradizionalmente compresi nel Cono Sud hanno conosciuto periodi di recessione economica, con inflazione e disoccupazione elevati e di dittatura militare.
Nel terzo millennio l'alta aspettativa di vita, il più alto indice di sviluppo umano e il più alto PIL (PPA) pro capite rendono il Cono Sud la macro-regione più prospera di tutta l'America Latina.

### Agricoltura e allevamento
L'utilizzo tradizionale delle vaste pianure (per esempio le enormi praterie della pampa) della regione è a pascolo ed ampiamente praticato è l'allevamento di bovini e ovini. Solo in alcune zone predominano le coltivazioni estensive, specie cerealicole. La pesca è intensamente praticata tanto nel versante Pacifico come nel versante Atlantico (I.e. nel Mare Argentino).

### L'industria e il terziario
La manifattura è realmente sviluppata solo in Argentina e in Cile. Argentina e Cile stanno godendo di immense risorse minerarie, in primis: rame, litio, argento, ferro, petrolio e oro.
Le reti ferroviarie e stradali sono sviluppate soltanto nelle aree densamente popolate del Rio della Plata. Rilevante il trasporto aereo, che ha in Buenos Aires e Santiago del Cile i suoi scali principali.